# Neues Palais

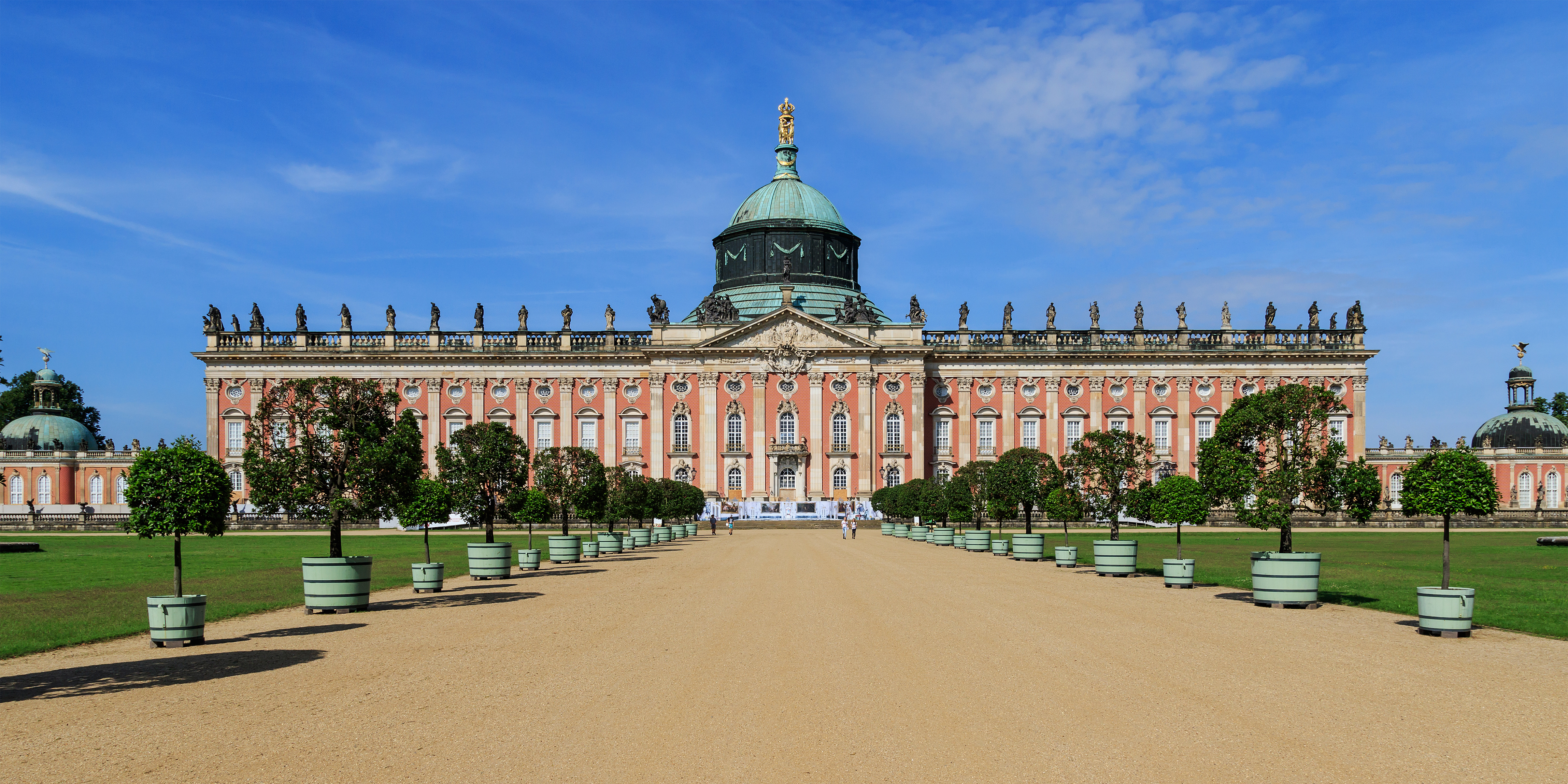
Neues Palais im Park Sanssouci

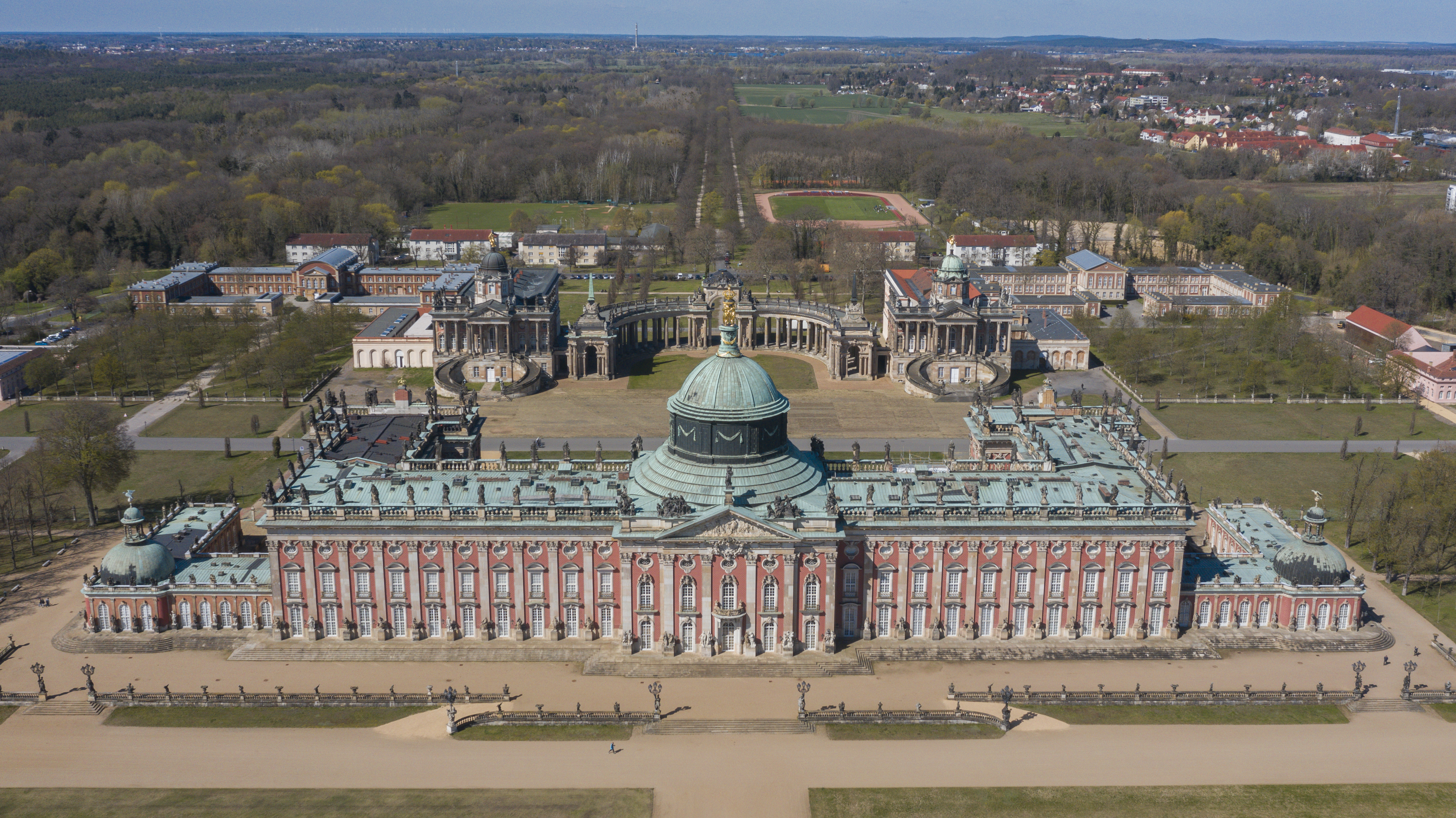
Luftbild Neues Palais

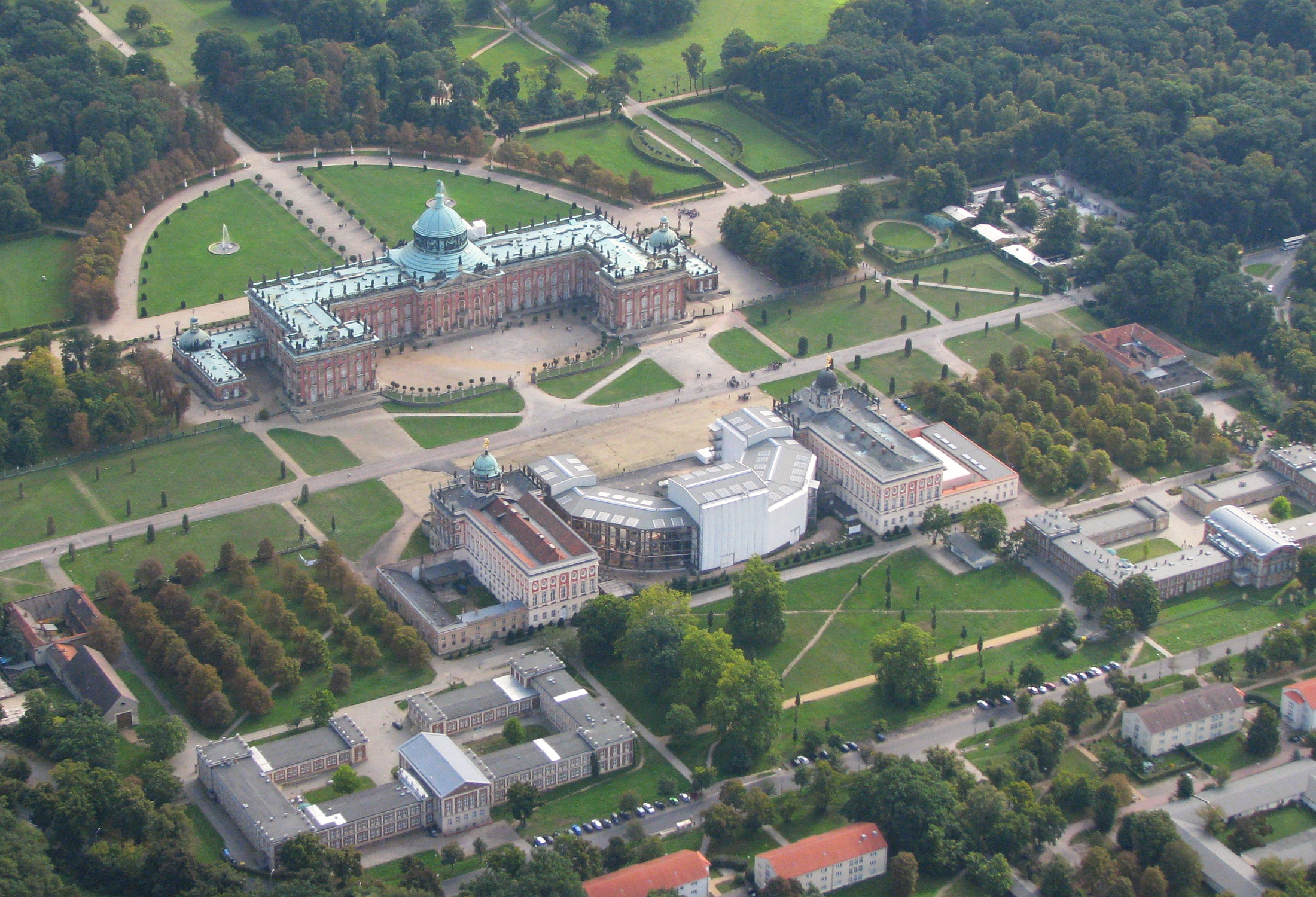
Neues Palais mit den Communs während einer Sanierung (2008)

Das Neue Palais ist eine ehemalige Sommerresidenz der Könige von Preußen im Park Sanssouci in Potsdam. Die Dreiflügelanlage wurde 1763 bis 1769 durch Friedrich den Großen von Johann Gottfried Büring, Heinrich Ludwig Manger und Carl von Gontard im Rokokostil erbaut. Hervorzuheben sind der Grottensaal, das Schlosstheater und der Marmorsaal. Als Teil der Schlösser und Parks von Potsdam und Berlin wurde es 1990 in die UNESCO-Welterbeliste eingeschrieben.
Das von der Stiftung Preußischer Schlösser und Gärten Berlin-Brandenburg verwaltete Schloss ist als Museum zugänglich. In den Communs, den ehemaligen Wirtschaftsgebäuden, sind Fakultäten und Teile der Verwaltung der Universität Potsdam untergebracht.

## Funktion

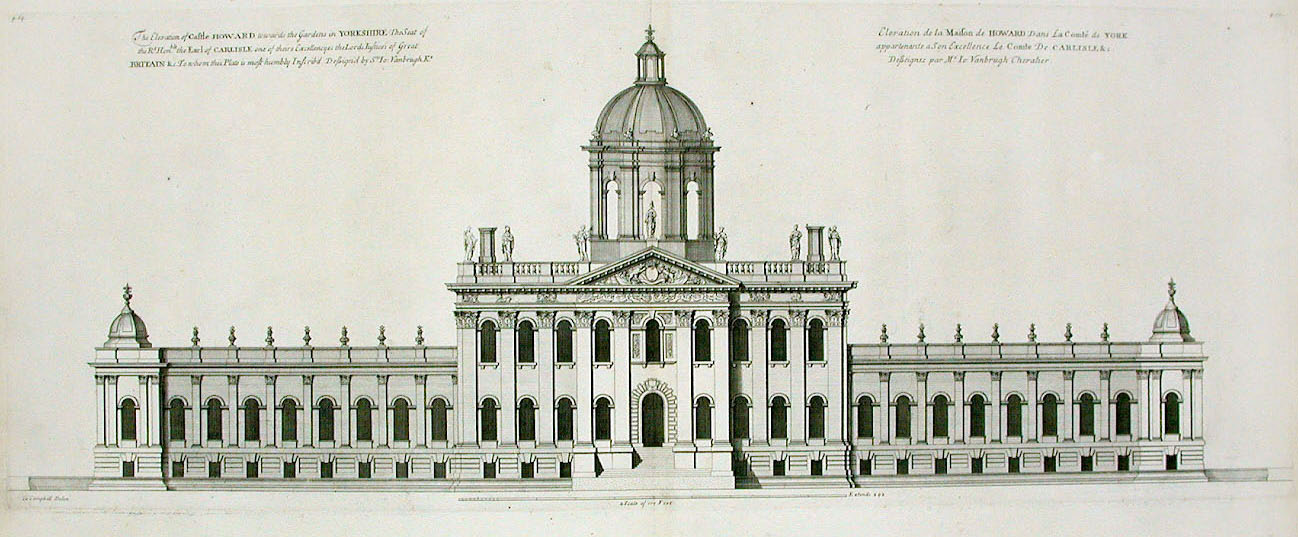
Castle Howard, Aufriss im Vitruvius Britannicus, der sich in Friedrichs fünf Bibliotheken befand

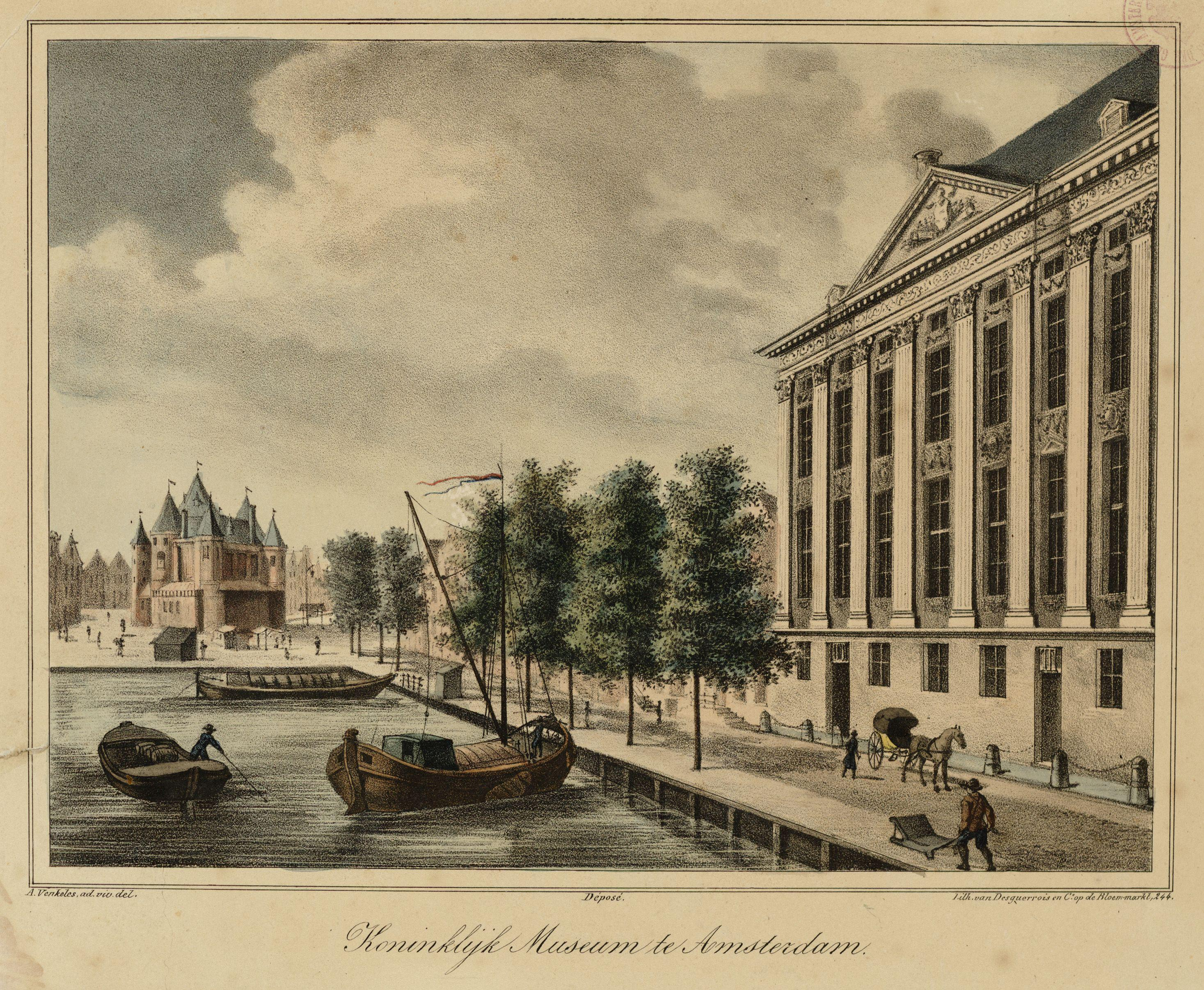
Trippenhuis in Amsterdam, das Friedrich 1755 gesehen hatte

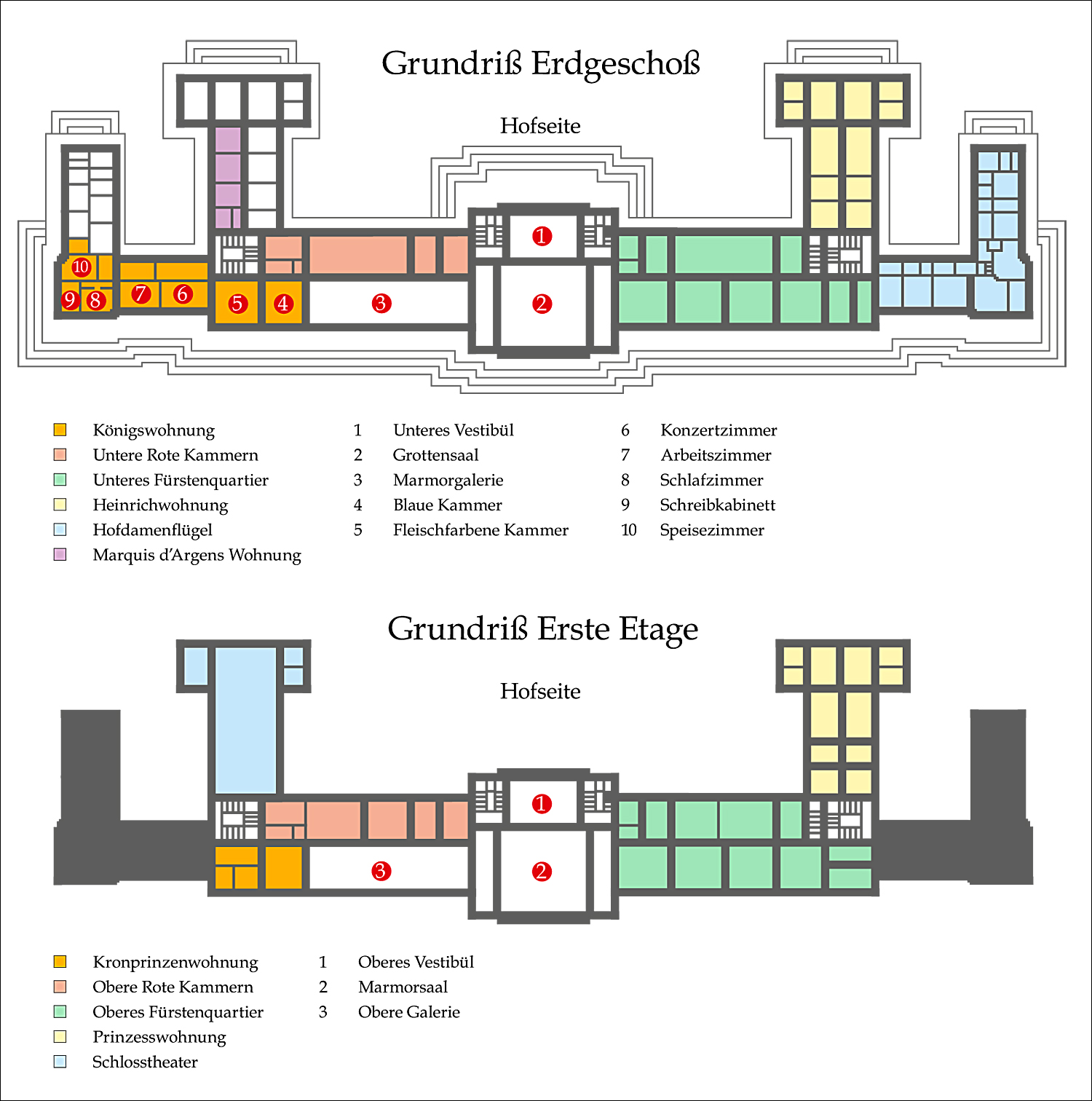
Grundriss des Neuen Palais Potsdam

Den Entwurf und die Auswahl des Bauplatzes für das Neue Palais hatte Friedrich noch vor dem Siebenjährigen Krieg festgelegt. Abweichend vom bisher gepflegten Stil des Friderizianischen Rokokos wünschte Friedrich sich einen Bau im Stil des Palladianismus. Als vorbildlich galten ihm Castle Howard in England und das Trippenhuis am Kloveniersburgwal Nr. 29 in Amsterdam. Noch zu Friedenszeiten hatte Friedrich 1756 in Potsdam das Haus Am Kanal 41 fertigstellen lassen, um die Bauweise steinsichtiger Ziegel mit Haustein zu erproben, die ihn bei einem Besuch in den Niederlanden 1755 beeindruckt hatte.
Der prächtige und kostspielige Bau des Neuen Palais konnte erst nach dem für Preußen günstig ausgegangenen Siebenjährigen Krieg im Jahr 1763 beginnen. Jetzt erfüllte der Schlossbau für Friedrich den Großen nicht nur praktische Aufgaben, vielmehr sollte er Preußens neue Rolle unter den Mächtigen Europas verkünden, wie Friedrich selbst mit seinem Begriff der „Fanfaronade“ (Prahlerei, Angeberei) bekräftigte. Bereits 1769 wurde das Neue Palais fertiggestellt. Es gilt als letzte bedeutende Schlossanlage des Barock in Preußen und als eines der Hauptwerke des Friderizianischen Rokokos. Der Schaufunktion des Gebäudes diente nicht zuletzt der überreiche Skulpturenschmuck. Das ikonographische Programm lässt insbesondere im zentralen Bereich des Mittelrisalits der Gartenfront auf die Absicht des Bauherrn schließen, sich mit dem Gebäude ein Denkmal als siegreicher Feldherr zu setzen. Diese Deutung wird durch das programmatische auf Friedrich bezogene „Nec soli cedit“ („Selbst der Sonne weicht er nicht“) als Inschrift an den Kartuschen der Mittelrisalite unterstrichen.
Darüber hinaus diente das Neue Palais zur Zeit Friedrichs des Großen als prunkvolles Sommergästehaus, in dem glanzvoll gefeiert werden konnte, so programmatisch veranschaulicht durch drei die Hauptkuppel des Palastes bekrönende Grazien: Aglaia (die Glänzende), Euphrosyne (der Frohsinn) und Thalia (die Festfreude). Zwischen April und Oktober reisten die Besucher zu den alljährlichen Festwochen an. Dies waren in erster Linie die Geschwister von König Friedrich und deren Familien, die aus unterschiedlichen deutschen und europäischen Herrscherhäusern stammten, handverlesene Mitglieder des Berliner Hofes sowie fürstliche Gäste. Das Neue Palais bildete bei diesen Festlichkeiten die prächtige Bühne für das Aufeinandertreffen der Hohenzollerndynastie, von dem die Öffentlichkeit durch eine umfassende Hofberichterstattung in Kenntnis gesetzt wurde. Potential und Macht der Dynastie und damit des dynastischen Fürstenstaates wurden bei diesen Ereignissen im Neuen Palais sinnbildlich und öffentlichkeitswirksam demonstriert – sowohl in den eigenen Herrschaftsbereich hinein als auch als machtpolitische Demonstration nach außen.
Den fürstlichen Gästen standen 200 Räume, vier Festsäle und ein Rokokotheater zur Verfügung. Für gelegentliche Aufenthalte ließ sich Friedrich den südlichen Seitenflügel – die so genannte Königswohnung oder Friedrichswohnung – herrichten. Neben der Königswohnung und zwei Fürstenquartieren für besonders wichtige Gäste befanden sich im Palais eine Wohnung für den langjährigen Weggefährten Friedrichs Marquis d’Argens, die Marquis-d’Argens-Wohnung. Prinz Heinrich, der älteste noch lebende Bruder Friedrichs des Großen, hatte mit der Heinrichwohnung ebenfalls eigene Räumlichkeiten. Der Thronfolger Prinz von Preußen Friedrich Wilhelm residierte in der Thronfolgerwohnung. Die sogenannte Prinzesswohnung diente Prinzessin Anna Amalie – der unverheirateten Schwester von Friedrich dem Großen und Äbtissin von Quedlinburg – als repräsentative Unterbringung. Sie fungierte bei den Feierlichkeiten auch als Dame des Hauses, da die Königin Elisabeth Christine auf Wunsch des Königs nie zugegen war.
Nach dem Tod Friedrichs des Großen im Jahr 1786 nutzte der Hof das Neue Palais nur noch selten für größere Festlichkeiten. Im Jahr 1859 bezog Kronprinz Friedrich Wilhelm, der spätere Kaiser Friedrich III., das Barockschloss mit seiner Familie in den Sommermonaten. Das Palais hieß während der nur 99 Tage dauernden Regierungszeit – vom 9. März bis zum 15. Juni 1888 – Schloss Friedrichskron. Bis Kaiser Friedrich hier starb, wurden ein um das Palais herumführender Wassergraben zugeschüttet sowie einige Modernisierungsmaßnahmen ergriffen. Sein Sohn, der spätere Kaiser Wilhelm II., führte sie fort, wie die Installation einer Dampfheizung und von elektrischem Licht sowie der Einbau von Badezimmern und Toiletten in den einzelnen Quartieren und 1903 eines Aufzugs im Nordtreppenhaus. Von 1888 bis zur Novemberrevolution 1918 blieb das Neue Palais für Wilhelm II. und seine Gemahlin Auguste Viktoria die Hauptresidenz. Eine Besichtigung der Innenräume war von Anfang Januar bis Mitte Mai möglich, sonst nur während der Abwesenheit der Kaiserfamilie. Nach der Novemberrevolution 1918, der Abdankung Wilhelms II. und dem Thronverzicht des Kronprinzen Wilhelm 1919 diente das Neue Palais ab 1926 als Museumsschloss. Bis zum Zweiten Weltkrieg und der danach erfolgten Plünderung durch die Sowjetarmee war es im Wesentlichen wie zu Zeiten Friedrichs des Großen im friderizianischen Rokoko ausgestattet. 1967 plante die DDR-Führung, das Neue Palais zu einem Devisenhotel umzubauen, wodurch große Teile der originalen Bausubstanz zerstört worden wären. Das Vorhaben scheiterte letztendlich an einem zu geringen Kosten-Nutzen-Verhältnis. Heute wird das Neue Palais von der Stiftung Preußischer Schlösser und Gärten Berlin-Brandenburg verwaltet. In den Communs, den ehemaligen Wirtschaftsgebäuden, sind Fakultäten und Teile der Verwaltung der Universität Potsdam untergebracht.

## Architektur

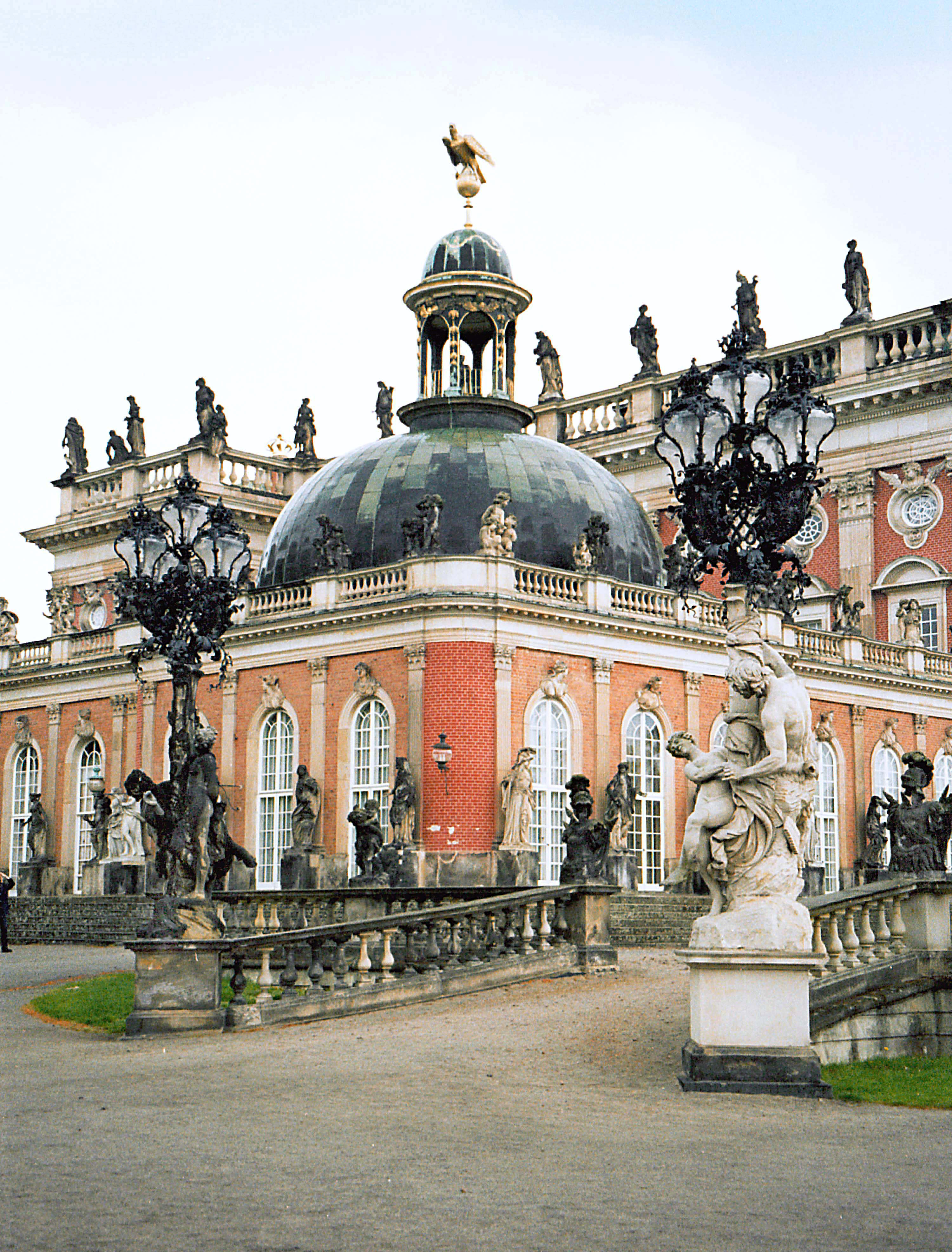
Königspavillon

Anders als bei dem im Stil des Rokoko errichteten Schloss Sanssouci bevorzugte Friedrich der Große in der Architektur des Neuen Palais die Formen des Barock, jedoch mit einigen Abweichungen. Der König hielt bis an sein Lebensende an diesen beiden Baustilen fest, obwohl in Europa bereits der Frühklassizismus bevorzugt wurde. Johann Gottfried Büring – der im Park das Chinesische Haus und die Bildergalerie errichtet hatte – erhielt den Auftrag zur Planung des Gästeschlosses. Ihm zur Seite stand Heinrich Ludwig Manger. Nach Unstimmigkeiten mit dem schwierigen Bauherrn und dem anschließenden Weggang Bürings übernahm Carl von Gontard ab 1764 die Gesamtleitung. Sein Anteil am Hauptgebäude war vor allem die Anlage und Gestaltung der Innenräume, da der Außenbau weit fortgeschritten war.
Das Neue Palais ist eine Dreiflügelanlage mit einer Frontlänge von 220 Metern. Der Mittelteil des zweieinhalbgeschossigen Gebäudes wird von einer mächtigen 55 Meter hohen Kuppel bekrönt. Auf ihr tragen drei Grazien auf einem Kissen die Königskrone. Die Kuppel ist lediglich architektonische Dekoration, um die Außenwirkung des Schlosses zu steigern; es gibt keinen kuppelüberwölbten Saal unter ihr, und das Innere besteht lediglich aus dem Gebälk, das sie trägt. Goldfarbene Adler auf Laternen bekrönen die beiden kleineren Kuppeln der eingeschossigen Nebengebäude im Süden und Norden. Der überwiegende Teil der Außenwände bekam einen Anstrich, der rotes Backsteinmauerwerk vortäuscht. Da der Ziegelnachschub zeitweise ins Stocken geriet und das saubere Verfugen zu viel Zeit benötigte, wurde diese täuschend echt aussehende Methode angewandt. Nur der südliche Seitenflügel, die Königswohnung, ist aus rotem Backstein gemauert.
Der fünfachsige Mittelrisalit des Corps de Logis ist auf der Garten- und Hofseite mit Ausnahme der Giebelreliefs identisch ausgeführt und jeweils um eine halbe Achse herausgeschoben. Drei Fensterachsen der beiden Mittelvorlagen werden jeweils von einem Dreiecksgiebel überspannt. Die Mittelrisalite werden zusätzlich durch die zu Köpfen ausgestalteten Schlusssteine der Rundbogenfenster bzw. Fenstertüren im Erdgeschoss hervorgehoben.
Die Fassade ist durch kannelierte korinthische Pilaster aus Sandstein in Kolossalordnung gegliedert. Die Attika ist als Balustrade ausgeführt. An den Verlängerungen der Pilaster befinden sich Postamente mit Attikaskulpturen – insgesamt 267 überlebensgroße Statuen am Hauptbau, 196 Puttengruppen an den kleinen Seitenflügeln. Ungewöhnlich ist die Anordnung von 163 weiteren Statuen im Erdgeschoss vor den Pilastern, ebenso die Anordnung von 244 figürlich gestalteten Fensterschlusssteinen. Der Skulpturenschmuck wurde von zahlreichen Bildhauern geschaffen, so unter anderem von Johann Peter Benkert, Johann Mathias Gottlieb Heymüller, den Brüdern Johann David Räntz sowie von Johann Lorenz Räntz.

## Schlossräume

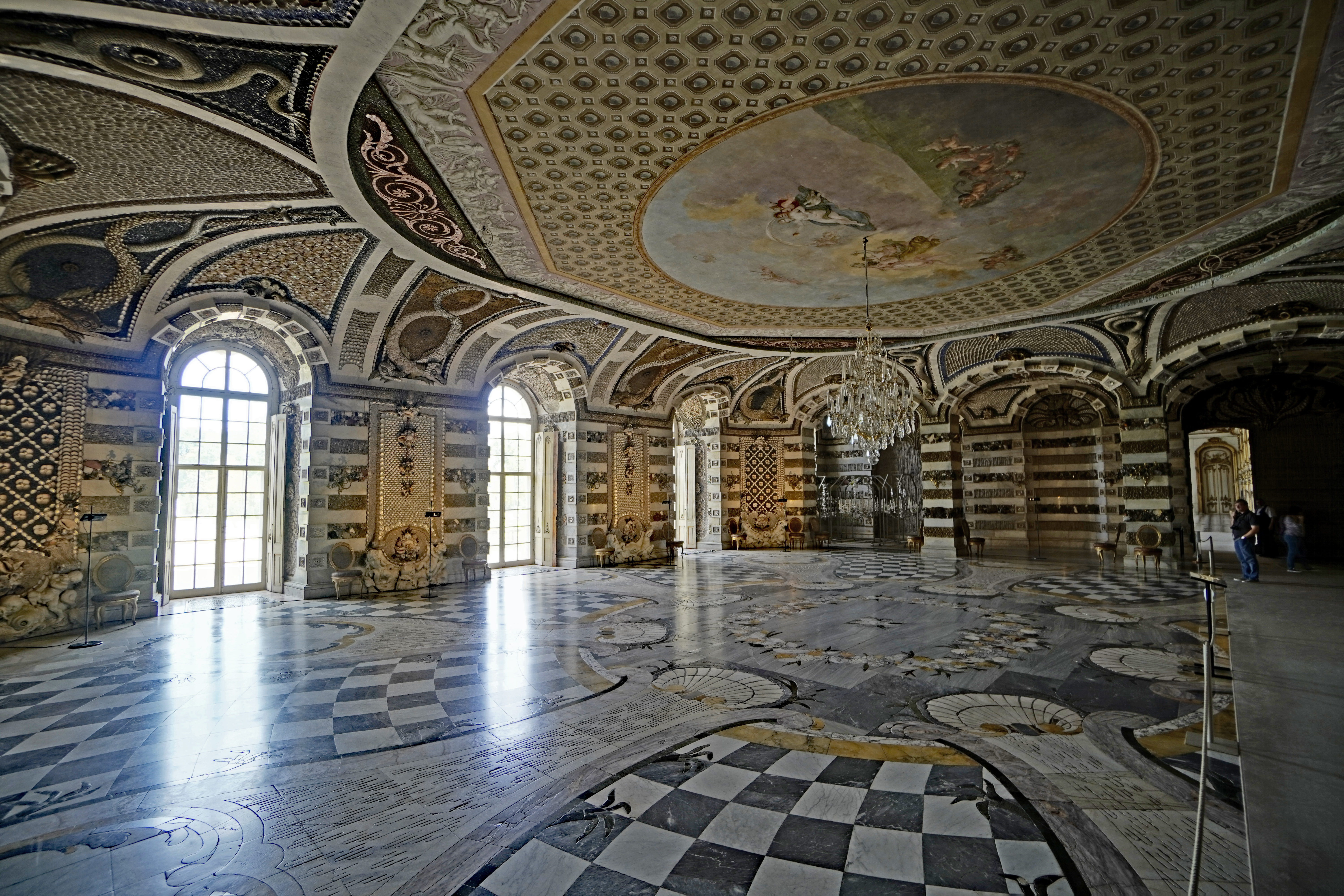
Grottensaal

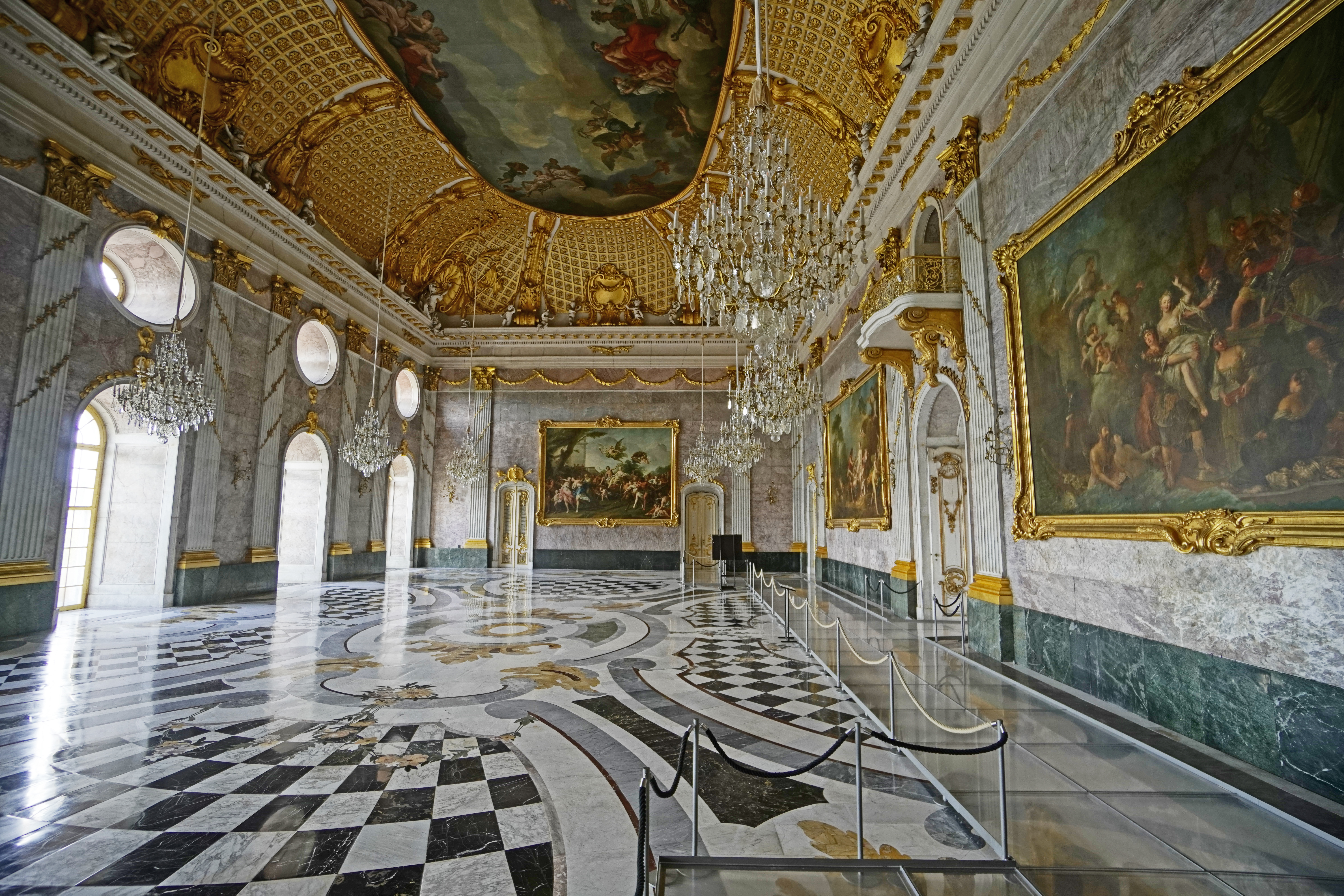
Marmorsaal

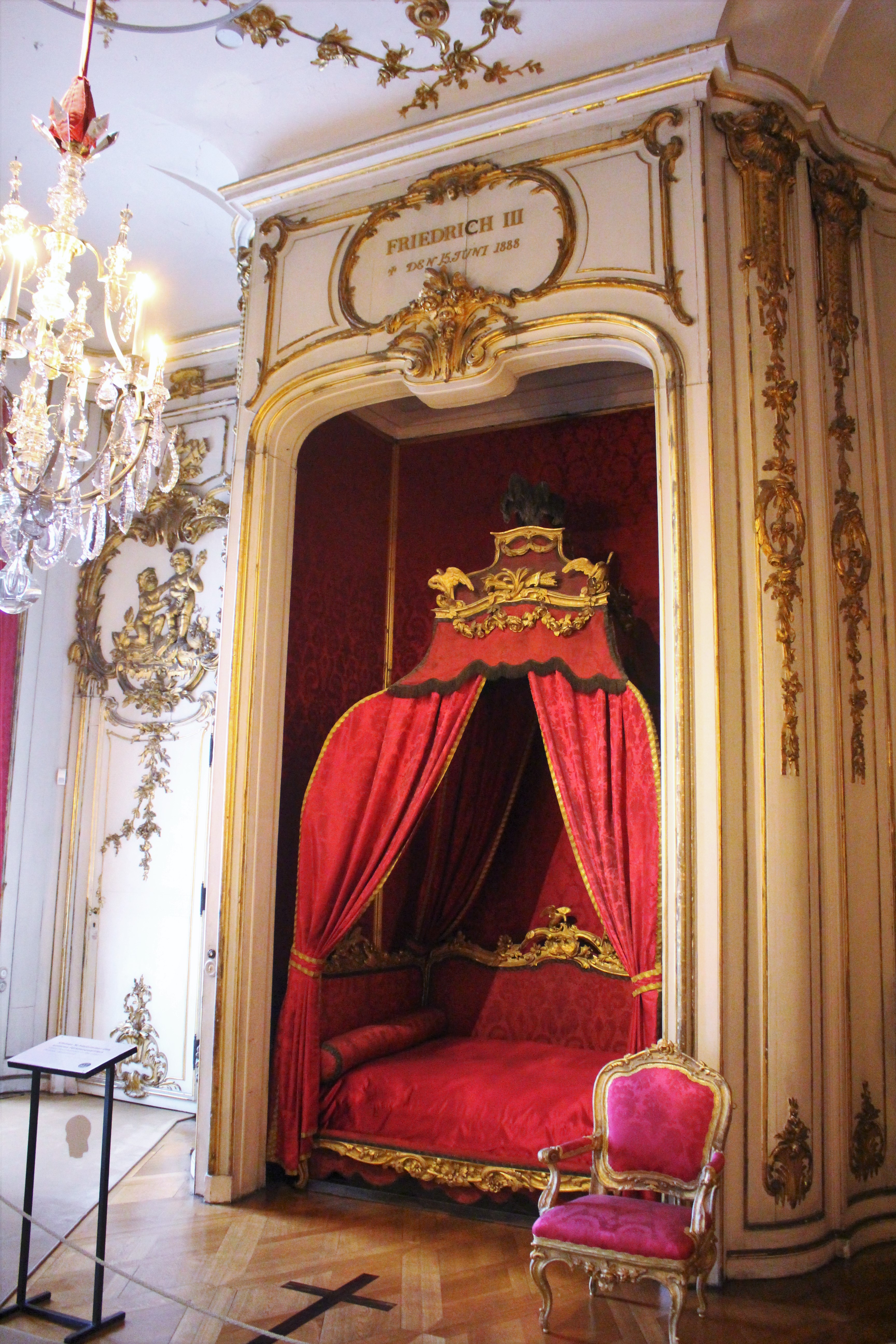
Sterbezimmer Kaiser Friedrichs III

Neben den prachtvoll ausgestatteten Fürstenwohnungen befinden sich vier Festsäle im Mittelteil des Schlosses. Der Grotten- oder Muschelsaal im Erdgeschoss bekam an den Wänden und Pfeilern einen Belag aus Muscheln, Glas und Mineralien aus der ganzen Welt. Als Vorbild diente vermutlich Pöppelmanns Grottensaal von 1712/1713 im Dresdner Zwinger. Im 19. Jahrhundert wurden die Wände durch Mineralien, Fossilien und Halbedelsteine bereichert, darunter 1890 mit der „Spitze des Kilimandscharos“ aus Deutsch-Ostafrika.
Die südlich angrenzende Marmorgalerie führte zu den Gemächern des Königs. Roter Jaspis und weißer Marmor aus Carrara bestimmen das Bild in diesem langgestreckten Saal. Fenstertüren lassen viel Licht in das Innere. Drei durch eine reiche Goldornamentik verbundene Deckenbilder versinnbildlichen die Tageszeiten – Die Nacht, Der Morgen und Der Mittag. Es sind Werke des Malers Bernhard Rode. Die Feldereinteilung und rahmenden Stuckaturen lehnen sich in ihrer Art an die Deckengestaltung der wesentlich kleineren Galerie im Schloss Sanssouci an.
Über dem Grottensaal liegt im Obergeschoss der Marmorsaal. Der Hauptfestsaal, der sich über zwei Etagen erstreckt, ist an Wänden und Fußboden mit edlen Marmorsorten verkleidet, bzw. ausgelegt. Große Wandgemälde mit Szenen aus der antiken Mythologie und zwölf Marmorstatuen schmücken den Saal. Die Plastiken stellen acht brandenburgische Kurfürsten und vier Kaiser – Julius Cäsar, Kaiser Konstantin, Karl den Großen und Rudolf II. von Habsburg – dar. Friedrich der Große wollte seinerzeit den Saal möglichst schnell fertigstellen lassen, weshalb der Marmorboden bei der Errichtung zu schnell hintereinander abgeschliffen wurde. Dabei drang das zum Schleifen benötigte Wasser bis in das hölzerne Gebälk ein. In der Folge begann es sehr schnell zu schimmeln und die Feuchtigkeit zog zudem auch in die Wände. Der Saal war deshalb schon öfter einsturzgefährdet. Das in goldfarbener Ornamentik reich eingefasste Deckengemälde von Charles Amédée Philippe van Loo zeigt die zum gemeinsamen Mahl versammelten olympischen Götter und die Einführung des Ganymed. Es ist mit 240 m² Fläche das größte Leinwanddeckengemälde nördlich der Alpen. Die Kronleuchter lieferte die schlesische Glashütte Friedrichsgrund.
Die Obere Galerie südlich neben dem Marmorsaal ist mit sechs großen Wandgemälden italienischer Barockmalerei ausgestattet. Goldfarbene Girlanden, Rundmedaillons an und über den Türen zeigen hingegen Motive des Frühklassizismus.

## Schlosstheater

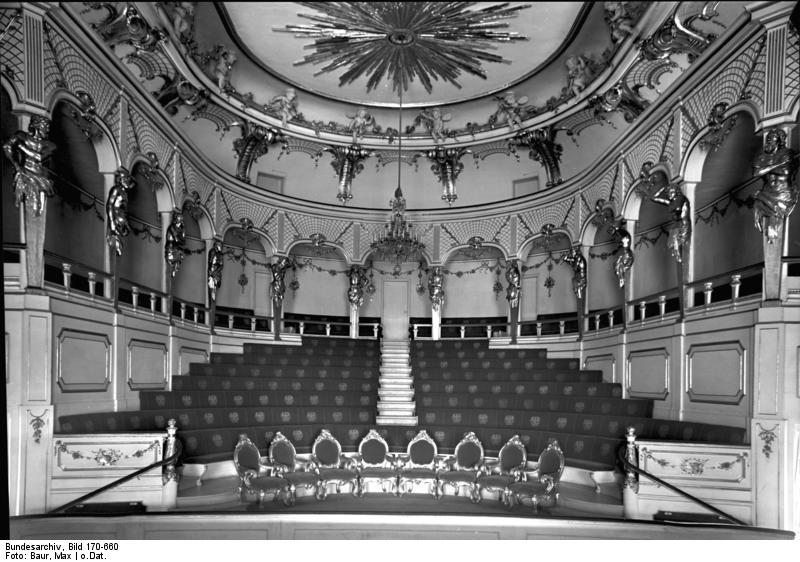
Altes Bild vom Schlosstheater im Neuen Palais

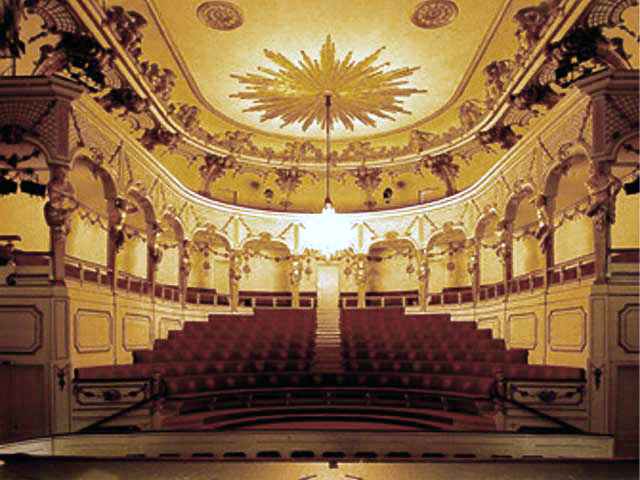
Schlosstheater im Neuen Palais, 2005

Das „Schlosstheater im Neuen Palais“ wird zu den schönsten noch erhaltenen Theaterräumen des 18. Jahrhunderts gerechnet. Es nimmt die beiden oberen Stockwerke des gesamten Südflügels ein. Die Farben rot und weiß dominieren, geschmückt von goldfarbenen Hermen und Ornamentik. Die Sitzreihen sind einem antiken Theater ähnlich im Halbrund angeordnet. Eine Königsloge findet sich nicht; Friedrich der Große wohnte den Aufführungen in der dritten Parkettreihe bei. Da der König die deutsche Kunst geringschätzte, wurden hauptsächlich italienische und französische Künstler engagiert. Die alte Bühnentechnik ist nicht mehr vorhanden. Bis in die heutige Zeit finden hier Vorstellungen statt.

## Communs

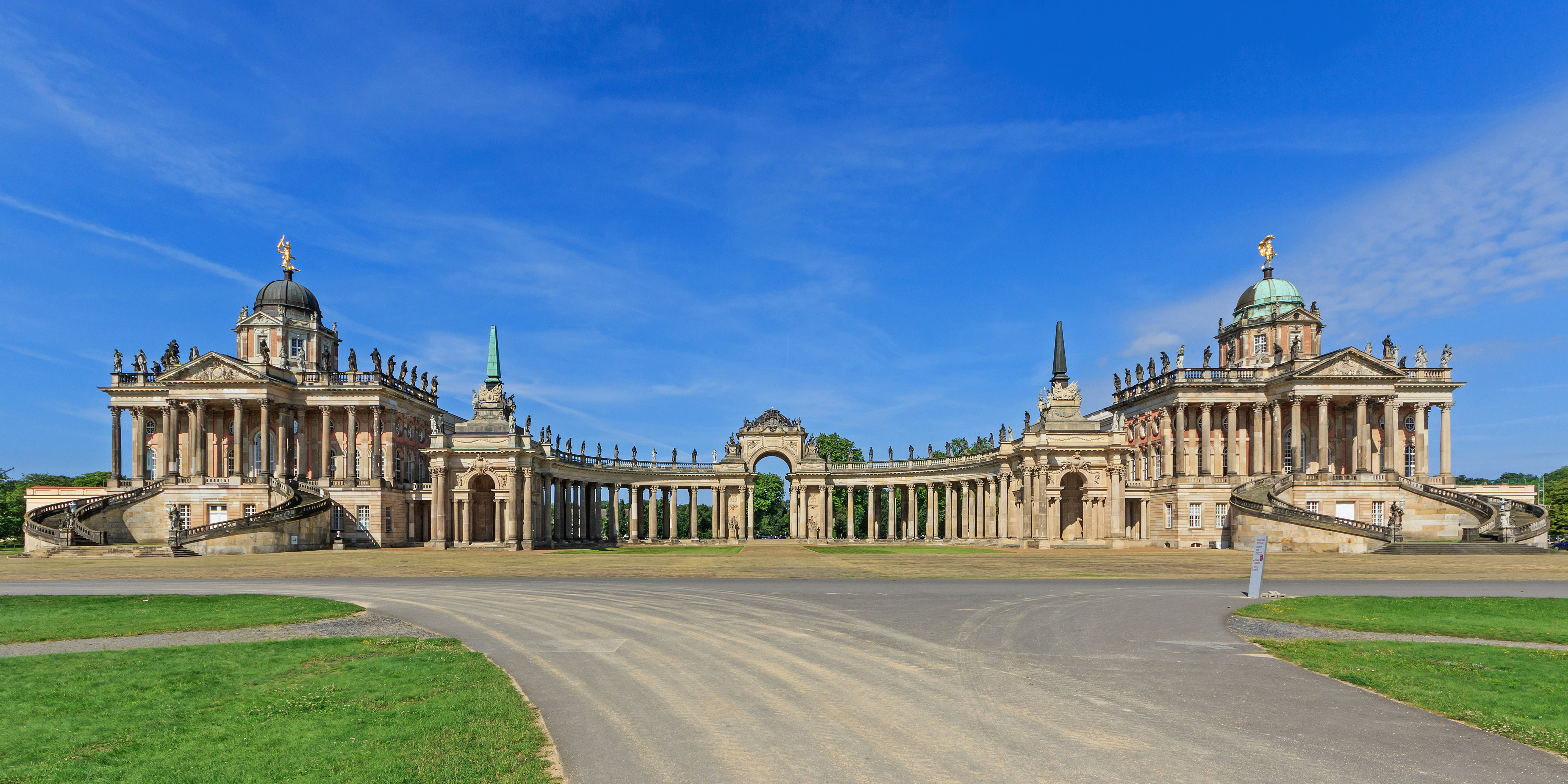
Die Communs, die einen Teil der Universität Potsdam beherbergen

Ganz im Westen, noch hinter der Frontseite des Neuen Palais und der Mopke, wird der Schlosspark von den Communs abgeschlossen. Zweck und Name der beiden Gebäude entsprachen dem Vorbild der Grand Commun am Schloss Versailles. Wie dort in direkter Beziehung zum Palais errichtet, dienten sie ebenfalls neben der Unterbringung von dessen Küchen und anderer Wirtschaftsräume auch als Unterkünfte für Gäste und Beamte des Königs sowie für deren Dienerschaft. Nach von ihm verbesserten Entwürfen des Architekten Jean Laurent Legeay errichtete Carl von Gontard diese repräsentativen Bauten in den Jahren 1766 bis 1769. Große doppelläufige Freitreppen, Säulengänge, Kuppeln und eine reiche Verzierung lassen den ehemals praktischen Zweck nicht erkennen. Ihre Verbindung über den Kolonnadenbogen mit dem Triumphtor macht sie zu einem einheitlichen Ganzen, und sie geben dem Neuen Palais ein wirkungsvolles Gegenüber, bevor sich noch weiter westlich unbesiedelte Waldgebiete anschließen. Ergänzungsbauten entstanden 1769 für die Garde im Süden und den Kastellan im Norden.
Bis zum Ende der preußischen Armee hatte ihr „Lehrinfanteriebataillon“ im nördlichen Pavillon sein Quartier und in der Zeit des Nationalsozialismus im gesamten Komplex die „Reichsschule des Deutschen Arbeitsdienstes“. Nach dem Ende des Zweiten Weltkriegs wurde er 1948 Heimstatt der Brandenburgischen Landeshochschule (später Pädagogische Hochschule „Karl Liebknecht“) Potsdam. Heute beherbergen die Communs und die angrenzenden Marställe die Philosophische Fakultät sowie die Institute für Mathematik, Physik und Sport der Nachfolge-Einrichtung Universität Potsdam. Kleinere Teile der Anlage werden jedoch auch weiterhin oder wieder durch Abteilungen der Stiftung Preußische Schlösser und Gärten Berlin-Brandenburg genutzt.

## Triumphtor

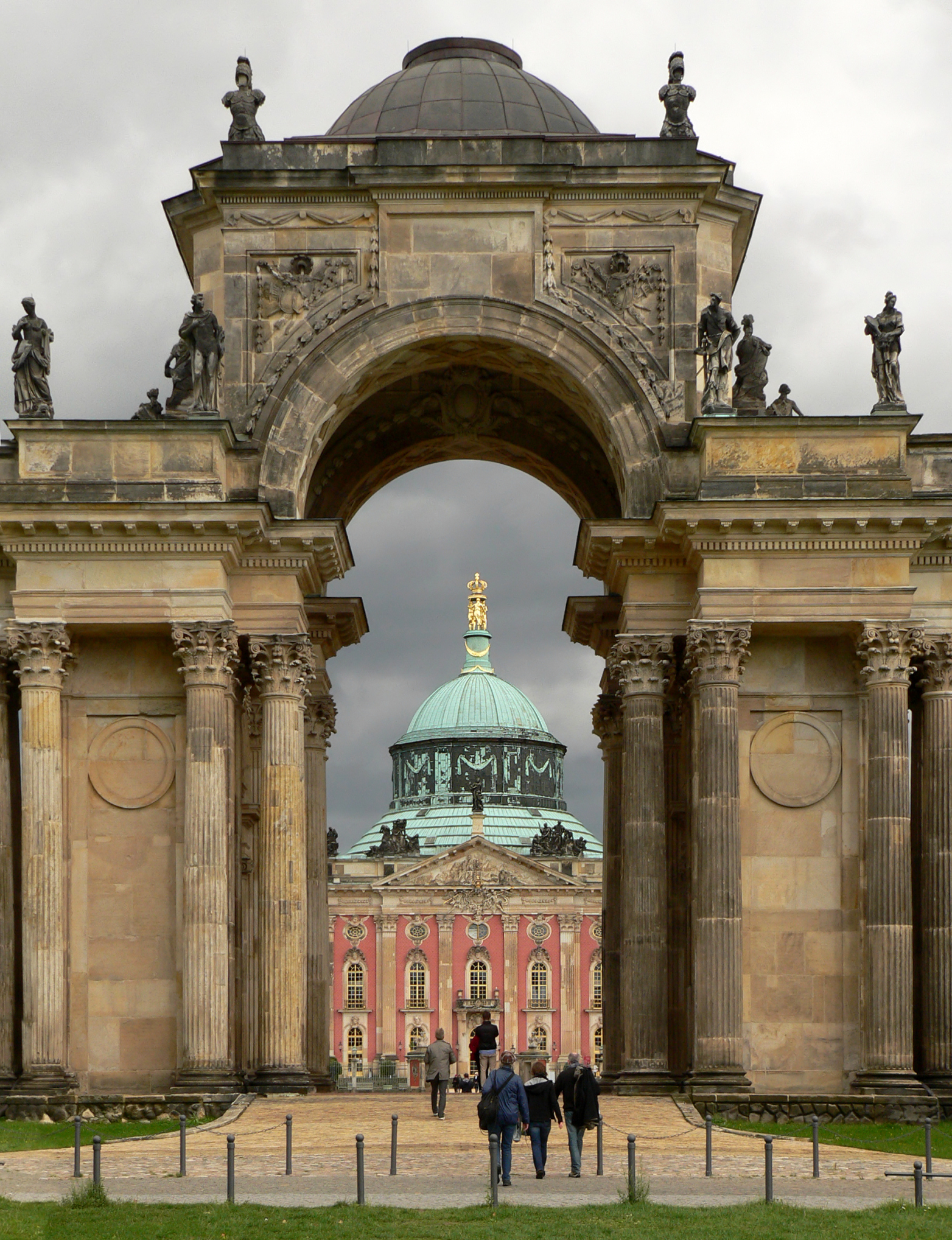
Blick auf das Neue Palais durch das Triumphtor

Direkt gegenüber dem Neuen Palais, auf der parkabgewandten Seite, steht mittig zwischen den Communs das 24 Meter hohe kuppelgekrönte Triumphtor. Am Nord- und Südende flankieren es Kolonnadenbögen mit 158 Säulen und Pavillongebäuden an den Enden.
Das Ensemble hatte König Friedrich II. unmittelbar nach dem Siebenjährigen Krieg in der Zeit von 1763 bis 1769 erbauen lassen. Die ersten Pläne mit allen Elementen der späteren Ausführung legte Jean Laurent Legeay vor, ab 1765 leitete Carl von Gontard den Bau. Vernachlässigung und unsachgemäße Restaurierungsmaßnahmen hatten es schon gefährdet, als am Ende des Zweiten Weltkrieges eine Fliegerbombe die Kuppel zerstörte. In der Zeit der DDR verfiel das Ensemble bis zur Einsturzgefahr, so dass in den 1980er Jahren Teile der Nordkolonnade abgebaut werden mussten. Zwar wurden 1982 Sicherungsmaßnahmen eingeleitet, doch erst in den Jahren von 2008 bis 2014 kam es zu einer umfassenden Sanierung, zu der auch die Wiederherstellung der Kuppel gehörte.

## Mopke
Durch den Bau der Communs und des Triumphtors entstand auf der Fläche bis zum Ehrenhof des Schlosses ein Platz – der als die Mopke bezeichnet wurde. Der Name ging auf die Pflasterung mit hochkant gesetzten Mauerziegeln zurück. Der Hof nutzte die Mopke als Veranstaltungsort von großangelegten Festen und zum Abhalten von Militärzeremonien. Von den Treppen und Säulenhallen der Communs aus konnte das Publikum die Darbietungen gut verfolgen. Wilhelm II. ließ 1896 unter der Mopke einen unterirdischen Verbindungsgang zwischen dem Schloss und den Pavillonbauten errichten.

## Park

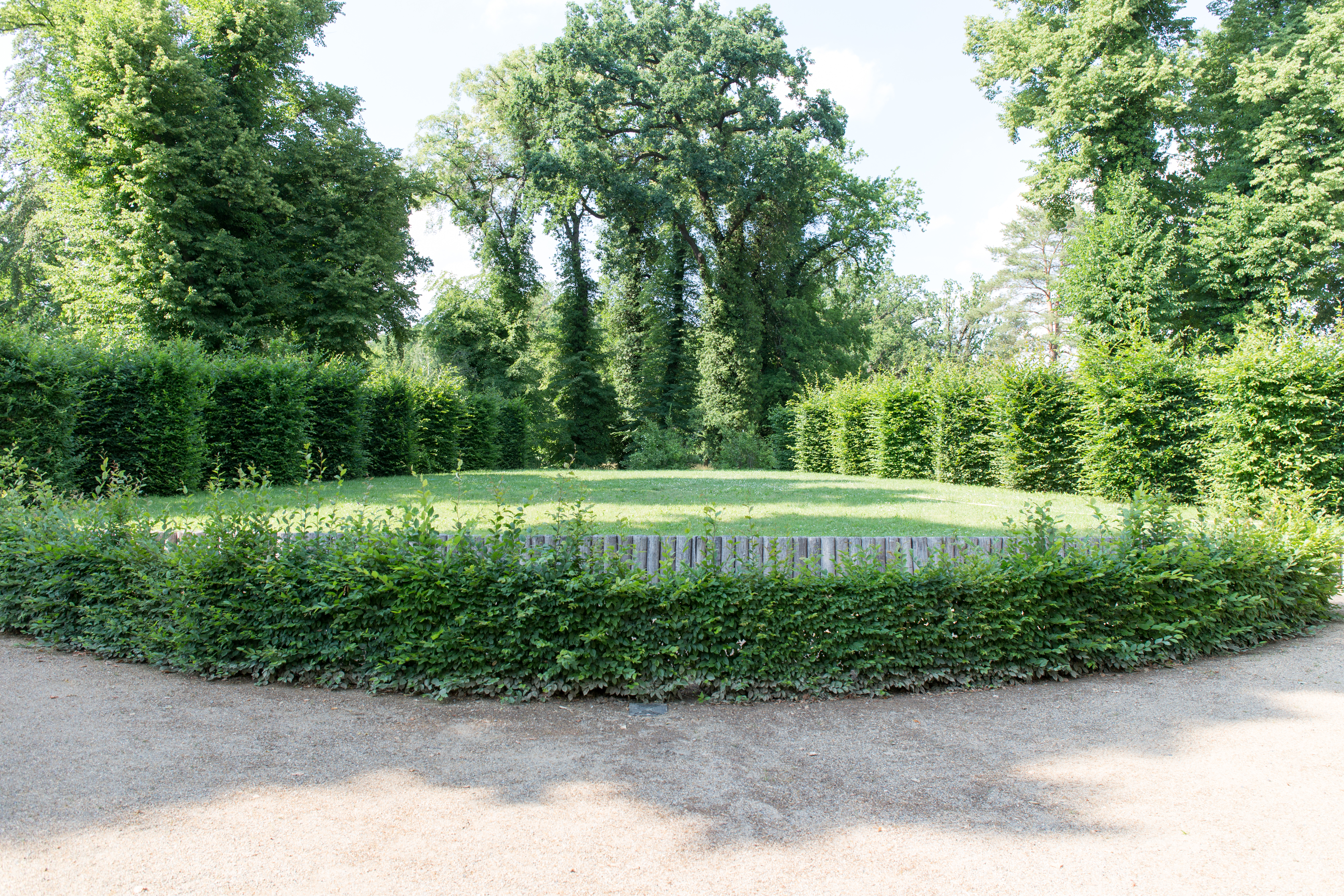
Heckentheater von den Zuschauerplätzen aus gesehen

Das Neue Palais befindet sich am westlichen Ende des Schlossparks von Sanssouci, wo die Große Allee endet. Zu seiner Erbauungszeit war es noch in einen barocken Gartenbereich integriert, der jedoch bei der Umgestaltung durch Peter Joseph Lenné dem heutigen Landschaftspark weichen musste. Seit dieser Zeit stehen dort, direkt östlich der beiden äußeren Schlossflügel, auch der Antiken- und der Freundschaftstempel.
Direkt nördlich neben dem Schlossbau befindet sich das Heckentheater des Parks und symmetrisch dazu, im Süden, ein Gartensalon mit rosenbewachsenen Laubengängen. Beides stammt aus der Entstehungszeit des Schlosses, wobei das Heckentheater, das vor allem im Sommer für Theateraufführungen, Konzerte und Lesungen genutzt wird, die längste Zeit überwuchert im Verborgenen lag.

## Gemälde
Ein Verzeichnis der Gemälde im Neuen Palais wurde bereits von Gerd Bartoschek erstellt, das aber heute nicht mehr aktuell ist, da Gemälde nach der Wiedervereinigung auf andere Schlösser verteilt wurden, andere wiederum nach Potsdam zurückkehrten. Zudem hat sich die Zuschreibung von Gemälden geändert. Beispielsweise ist der unten gelistete Zyklus Götterpaare aus der griechischen Mythologie in Bartoschek's Verzeichnis mit „Unbekannter Künstler“ vermerkt, heute aber Jacob van Schuppen zugeschrieben. Ein Teil der Gemäldesammlung ist online zugänglich, ergänzende Informationen finden sich in der gelisteten Literatur und aktuelle Museumsführer.
In der Marmorgalerie von Bernhard Rode, Deckenbilder-Zyklus Apollo vertreibt die Finsternis, Öl auf Leinwand, je ca. 850 × 540 cm:
- Luna und die fliehende Göttin der Nacht (Nox)
- Die Göttin der Morgenröte (Aurora)
- Apollo auf dem Sonnenwagen mit Ceres und Pomona

Im Marmorsaal:
- Charles Amédée Philippe van Loo: Der Olymp mit den zum Mahl versammelten Göttern, Deckenbild, Öl auf Leinwand, B2265 × H1250 cm
- Jean Restout der Jüngere: Der Triumphzug des Bacchus und der Ariadne, Öl auf Leinwand, B608 × H442 cm
- Jean-Baptiste Marie Pierre: Das Urteil des Paris, Öl auf Leinwand, B637 × H413 cm
- Antoine Pesne (vollendet von Bernhard Rode): Der Raub der Helena, Öl auf Leinwand, B637 × H413 cm
- Charles André van Loo: Die Opferung der Iphigenie, Öl auf Leinwand, B613 × H426 cm

In der Oberen Galerie:
- Guido Reni: Der Freitod der Lukretia, Öl auf Leinwand, H215 × B151 cm
- Guido Reni: Diogenes in der Tonne, Öl auf Leinwand, H193 × B143 cm
- Artemisia Gentileschi: Tarquinius bedroht Lukretia, Öl auf Leinwand, H261 × B226 cm
- Artemisia Gentileschi: Bathseba im Bade, Öl auf Leinwand, H258 × B218 cm
- Luca Giordano: Das Urteil des Paris, Öl auf Leinwand, B361 × H254 cm
- Luca Giordano: Der Raub der Sabinerinnen, Öl auf Leinwand, B365 × H260 cm

Im Unteren Fürstenquartier (Tamerlanzimmer):
- Andrea Celesti: Der gefangene Sultan Bajazeth vor Tamerlan, Öl auf Leinwand, B800 × H369 cm

Im Unteren Fürstenquartier (Konzertzimmer) von Jacob van Schuppen, Zyklus Götterpaare aus der griechischen Mythologie:
- Diana und Endymion, Öl auf Leinwand, H314 × B140 cm
- Acis und Galatea, Öl auf Leinwand, B315 × H283 cm
- Venus und Adonis, Öl auf Leinwand, ca. B400 × H315 cm
- Zyphyr und Flora, Öl auf Leinwand, ca. B315 × H283 cm
- Bacchus und Ariadne, Öl auf Leinwand, H311 × B134 cm

In der Roten Damastkammer:
- Paolo De Matteis: Mars und Venus, von Vulkan überrascht, Öl auf Leinwand, B185 × H185 cm

In der Großen Kammer (Vorzimmer des Oberen Fürstenquartiers):
- Peter Paul Rubens: Boreas entführt Oreithyia, Öl auf Leinwand, H149 × B144 cm

Im Kleinen Schlafzimmer des unteren Fürstenquartiers:
- Adolph von Menzel: Die Krönung Wilhelms I. in Königsberg 1861, Öl auf Leinwand, B450 × H350 cm

In der Königswohnung, Blaue Kammer:
- Pompeo Batoni: Alexander und die Frauen des Darius, Öl auf Leinwand, B270 × H223 cm
- Peter Paul Rubens (und Anthonis van Dyck): Die Anbetung der Könige, Öl auf Leinwand, B263 × H 216 cm